# Ciba seibo
Espèce
Ciba seibo est une espèce d'araignées aranéomorphes de la famille des Ctenidae.

## Distribution
Cette espèce est endémique de République dominicaine. Elle se rencontre dans le grotte Cueva Seibo dans le parc national de l'Est dans la province de La Altagracia.

## Description
La femelle holotype mesure 7,97 mm. Elle possède deux yeux vestigiaux. 

## Étymologie
Son nom d'espèce lui a été donné en référence au lieu de sa découverte, la Cueva Seibo.

## Publication originale
- Bloom, Binford, Esposito, Alayón, Peterson, Nishida, Loubet-Senear & Agnarsson, 2014 : Discovery of two new species of eyeless spiders within a single Hispaniola cave. Journal of Arachnology, vol. 42, p. 148-154 (texte intégral).